# René Rogalla
René Rogalla (* 19. Dezember 1963) ist ein Schweizer Fussballschiedsrichter.

## Karriere
Rogalla stammte aus einer fussballbegeisterten Familie. Rogallas Vater Klaus senior war bereits Schiedsrichter. Rogalla begann seine Schiedsrichterkarriere 1986 zusammen mit seinem Bruder Klaus Rogalla junior. In der Saison 1998/1999 stieg Rogalla in die höchste Schweizer Liga auf (damals die NLA). Ab 2000 war Rogalla FIFA-Schiedsrichter. Unter anderem leitete Rogalla das legendäre 11:3 zwischen dem FC Wil und dem FC St. Gallen, das zweittorreichste Spiel in der höchsten Schweizer Liga. 2003 leitete Rogalla den Final des Schweizer Cups. Nach dem Ende seiner Karriere in der höchsten Liga, leitet Rogalla weiterhin Spiele in unteren Ligen und arbeitet als Inspizient in der Super League.

## Privatleben
Rogalla arbeitete bei der Bank Cler unter anderem als Leiter einer Geschäftsstelle.